# Scarabaeus canaliculatus
Scarabaeus canaliculatus là một loài bọ cánh cứng trong họ Bọ hung (Scarabaeidae).